# Roeselia varia
Roeselia varia är en fjärilsart som beskrevs av Barnes och Arthur Ward Lindsey 1921. Roeselia varia ingår i släktet Roeselia och familjen trågspinnare. Inga underarter finns listade.